# 新奥尔巴尼 (密西西比州)
新奥尔巴尼（英語：New Albany）是美国密西西比尤宁县一个城市。1840年在Tallahatchie河谷物磨坊和锯木厂原址上设立，被开发为河港。作为一个区域中心，农业和商业的发展都很迅速。内战打断了这一进展，但是，联邦部队横扫该城，只有少数建筑幸存。作家威廉·福克纳、贝蒂·威尔逊生于此处。该市镇以其教育体系，受过良好教育的劳动力和强大的工作热情而闻名。全市设有现代化的工厂，有活力的邻里关系和流动性强的购物中心，而同时保留了其历史悠久的市中心区。